# ارغنون (مجموعه شعر)
ارغنون نخستین کتاب شعر مهدی اخوان ثالث است.
ارغنون شامل آثار اخوان ثالث مابین سال‌های ۱۳۲۵ تا ۱۳۳۰ می‌باشد، این مجموعه در سال ۱۳۳۰ منتشر شد، ارغنون در چاپ‌های آخر نام خاص دیوان شعر کلاسیک اخوان ثالث شد.
در این کتاب اشعار اخوان ثالث در قالب‌های:
غزل، قصیده، قطعه، مثنوی، ترکیب بند، مستزاد و رباعی سروده شده است.